# Austrocarausius nigropunctatus
Austrocarausius nigropunctatus är en insektsart som först beskrevs av Kirby 1896.  Austrocarausius nigropunctatus ingår i släktet Austrocarausius och familjen Phasmatidae. Inga underarter finns listade.